# Caixa (varejo)

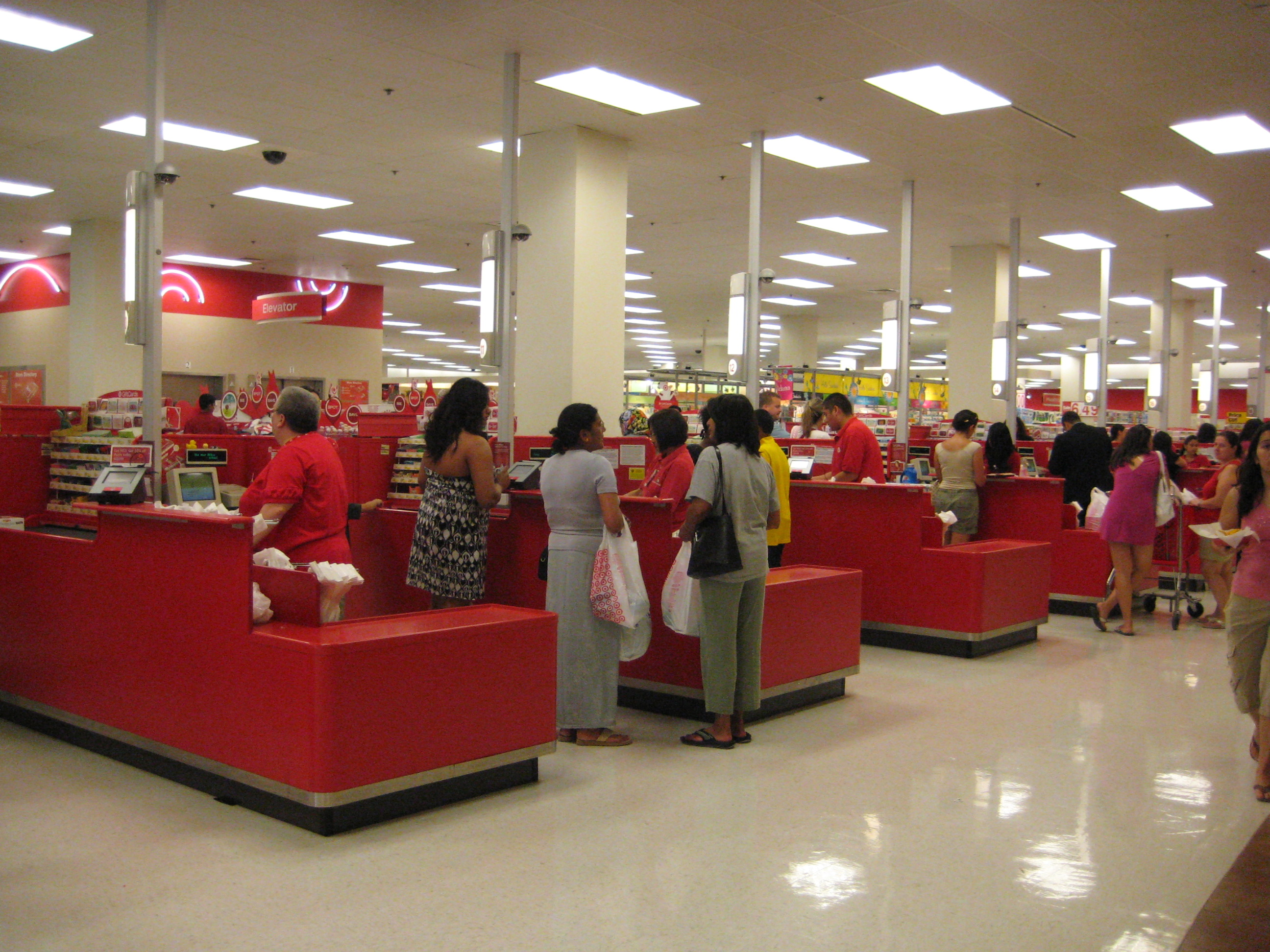
Caixas em uma loja de departamento nos Estados Unidos

Caixas de um supermercado na China

Um caixa ou terminal POS (do inglês: point of sale) pode ser uma caixa registradora em uma loja, ou outro local onde ocorre uma transação de venda. Pode também indicar máquinas de cartão de débito, cartão de crédito e outros terminais eletrônicos de vendas também conhecidos como pin pad. Sistemas de POS são usados em restaurantes, hotéis, estádios, casinos, além de lojas de varejo. Em suma, se algo pode ser vendido, existe um sistema POS.
O baixo custo e os novos recursos implementados aos terminais POS tem criado novas formas de uso e ampliado a cadeia de valor dessas maquininhas. Atualmente já se vê no Brasil os terminais POS sendo utilizados em vendas de ingressos com emissão do ingresso pela própria máquina, de forma on-line, também é possível comprar créditos para telefones celulares pré-pagos, tickets para estacionamentos, leitura de medidores de água e esgoto nas residências com emissão da conta em tempo real. Um terminal POS também pode ser usado para serviços de recebimento de contas, apontamento de informações em controle de registro de ponto eletrônico, para coleta de dados por profissionais que trabalham com vendas de produtos porta-a-porta, entre outras funções.
O que permite ampla utilização de terminais POS é o fato de que, atualmente, tais terminais, além de serem compactos e móveis, usando baterias de longa duração, dispõem de comunicação sem fio e grande capacidade de armazenamento, além de teclado numérico, display, impressora térmica e leitores de cartões magnéticos e chipados.
O POS utiliza uma linha telefônica ou conexão GPRS para comunicação, e os cupons das vendas são impressos pelo próprio POS, dependendo do tipo de equipamento utilizado na transação, não sendo necessário o uso de um computador, automação comercial ou ECF.
Um exemplo claro de um POS são máquinas de pagamento de cartões de crédito, sistemas que contabilizam a venda e emitem nota fiscal ou mesmo as máquinas de VR.

## Constituição

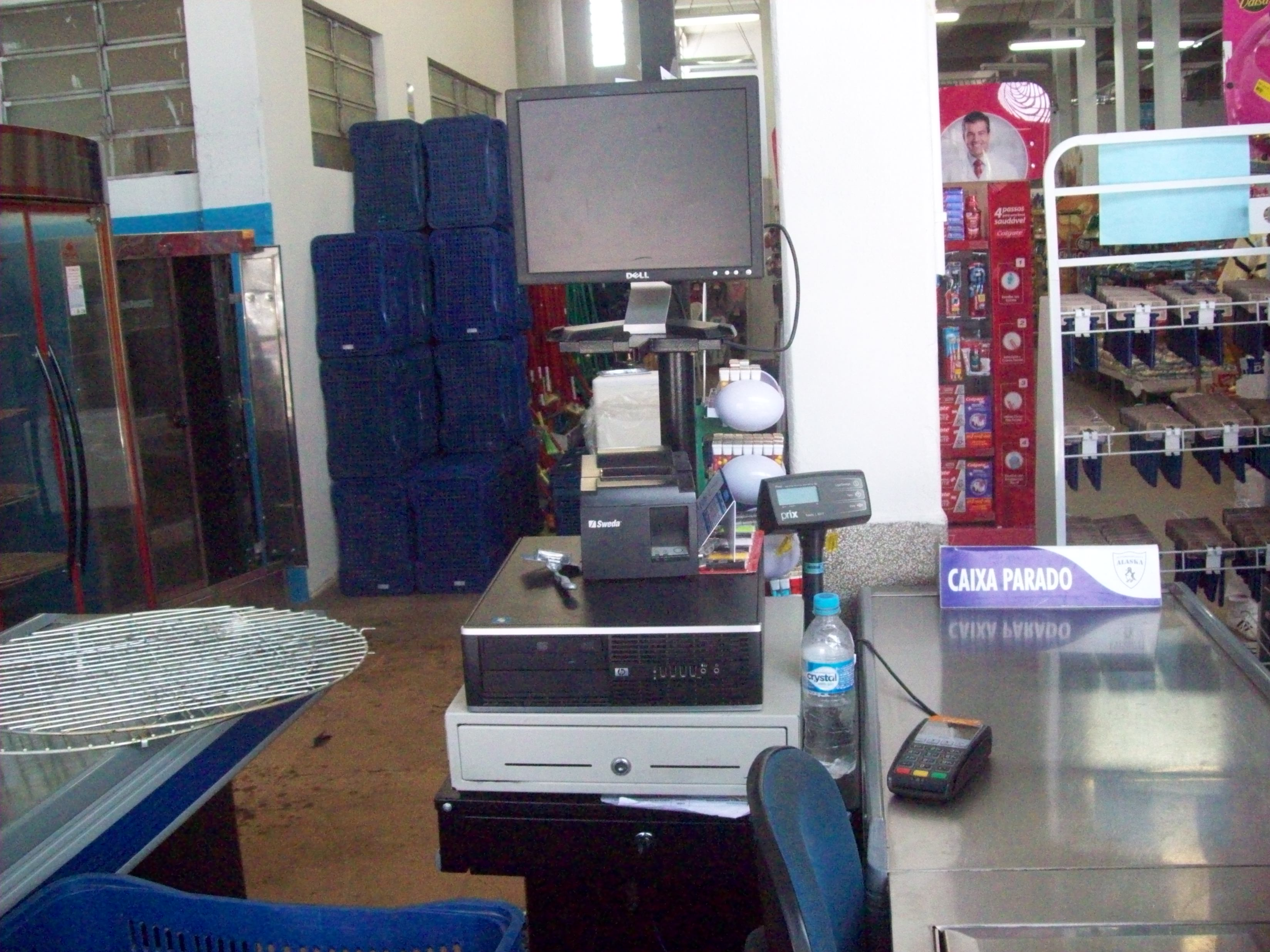
Caixa de um supermercado no Brasil

Normalmente um POS é constituído por:
- computador, na maioria das vezes com monitor sensível ao toque;
- um pequeno mostrador digital (onde aparecerá o valor a pagar pelo cliente);
- uma caixa de dinheiro e;
- uma impressora de talões ou notas fiscais.